# The 18th Letter
| Recensione         | Giudizio |
| ------------------ | -------- |
| Allmusic           | [ 1 ]    |
| Chicago Tribune    | [ 3 ]    |
| Robert Christgau   | **       |
| The New York Times | positivo |
| Pitchfork          | [ 6 ]    |
| Rolling Stone      | [ 7 ]    |
| The Source         | [ 8 ]    |
| Spin               | [ 9 ]    |
| USA Today          | [ 10 ]   |
| Yahoo! Music       | positivo |

The 18th Letter è il primo album da solista del rapper statunitense Rakim, pubblicato nel 1997 da Universal e MCA Records. L'album arriva cinque anni dopo l'ultimo, realizzato con Eric B. Prodotto da DJ Clark Kent, Pete Rock, Father Shaheed, Nick Wiz e DJ Premier, l'album presenta argomenti riguardanti l'epoca d'oro dell'hip hop, le abilità liriche del rapper e la condizione dell'hip hop.
L'album debutta al quarto posto della Billboard 200 vendendo oltre 500 000 copie fisiche negli Stati Uniti. Una versione deluxe del disco è stata commercializzata con la raccolta The Book of Life, una greatest hits di Eric B. & Rakim. Nel 1997, The Book of Life è stato venduto separatamente come doppio vinile LP.

## Tracce
1. Intro – 0:13
2. The 18th Letter (Always and Forever) – 3:01 (musica: Father Shaheed)
3. Skit – 0:24
4. It's Been a Long Time – 3:58 (musica: DJ Premier)
5. Remember That – 4:40 (musica: DJ Clark Kent)
6. The Saga Begins – 4:22 (musica: Pete Rock)
7. Skit – 0:19
8. Guess Who's Back – 4:11 (musica: DJ Clark Kent)
9. Stay a While – 4:25 (musica: DJ Clark Kent)
10. New York (Ya Out There) – 4:04 (musica: DJ Premier)
11. Show Me Love – 4:19 (musica: Nick Wiz)
12. Skit – 0:19
13. The Mystery (Who Is God?) – 5:21 (musica: Naughty Shorts)
14. When I'm Flowin' – 5:04 (musica: Pete Rock)
15. It's Been a Long Time (Suave House Mix) – 3:59 (musica: Mo-Suave-A)
16. Guess Who's Back" (Alternative Mix) – 4:11 (musica: DJ Clark Kent)
17. Outro – 1:20